# La disputa del Sacramento
La disputa del Sacramento es una pintura del artista Rafael Sanzio (1483-1520). Fue pintada en 1509, siendo el primero de los frescos con los que decoró las habitaciones que hoy en día son conocidas como las estancias de Rafael, ubicadas en el Palacio Apostólico de la Ciudad del Vaticano y que forman parte de los Museos Vaticanos. La Sala de Firmas (Stanza della Segnatura) fue la primera en ser decorada, y La disputa del Sacramento la primera pintura en ser finalizada.
La anchura en la base del fresco es de 770 cm. Representa la Teología, a través de una escena sobre la Gloria de la Eucaristía.
Es el pintor Giorgio Vasari el que da este nombre a la obra, un poco impropiamente, dado que parece aludir a un conflicto teológico, es decir, un intenso debate, que podría darse en el registro inferior, pero en cambio el registro superior funciona más como una glorificación de la Iglesia celestial triunfante. El título de la obra bien habría podido ser El triunfo de la Iglesia. El término "disputa", en el italiano de la época, se entendía como "discusión": no tiene por ello significado de divergencia y enfrentamiento entre las personas que discuten.

## Sentido general de la obra
El fresco pretende representar en pintura lo que se podría llamar la Verdad teológica, frente a la Verdad filosófica que personifica el fresco de la Escuela de Atenas que queda enfrente. En la tradición cristiana esta Verdad teológica se personifica en la eucaristía, gesto de sacrificio sacramental en el que se hace realmente presente el sacrificio de acción de gracias de la persona de Jesucristo, legado a sus discípulos en su memoria poco tiempo antes de su pasión. Por lo tanto, todo el servicio de la Iglesia de Cristo sobre tierra gira en torno a este acto supremo, como medio de redención y también de relación con un Ser Divino (la Trinidad), que incluye en comunión con Sí Mismo a las potencias celestiales y a los santos en todas las épocas. Es pues esta realidad teológica compleja la que Rafael pretende representar en este fresco que debe ser, dado que se destina a la oficina y a la biblioteca del papa Julio II, un apoyo a la contemplación del misterio de la Iglesia sobre tierra y en los Cielos.

## Descripción
En la parte superior está representada la "Iglesia triunfante", esto es, santos y apóstoles, con Jesucristo en el centro, flanqueado por María y Juan el Bautista.
En la parte inferior está la "Iglesia militante", en la cual figuran teólogos, doctores y papas, pero también filántropos y literatos.

### El registro terrestre: la Iglesia militante

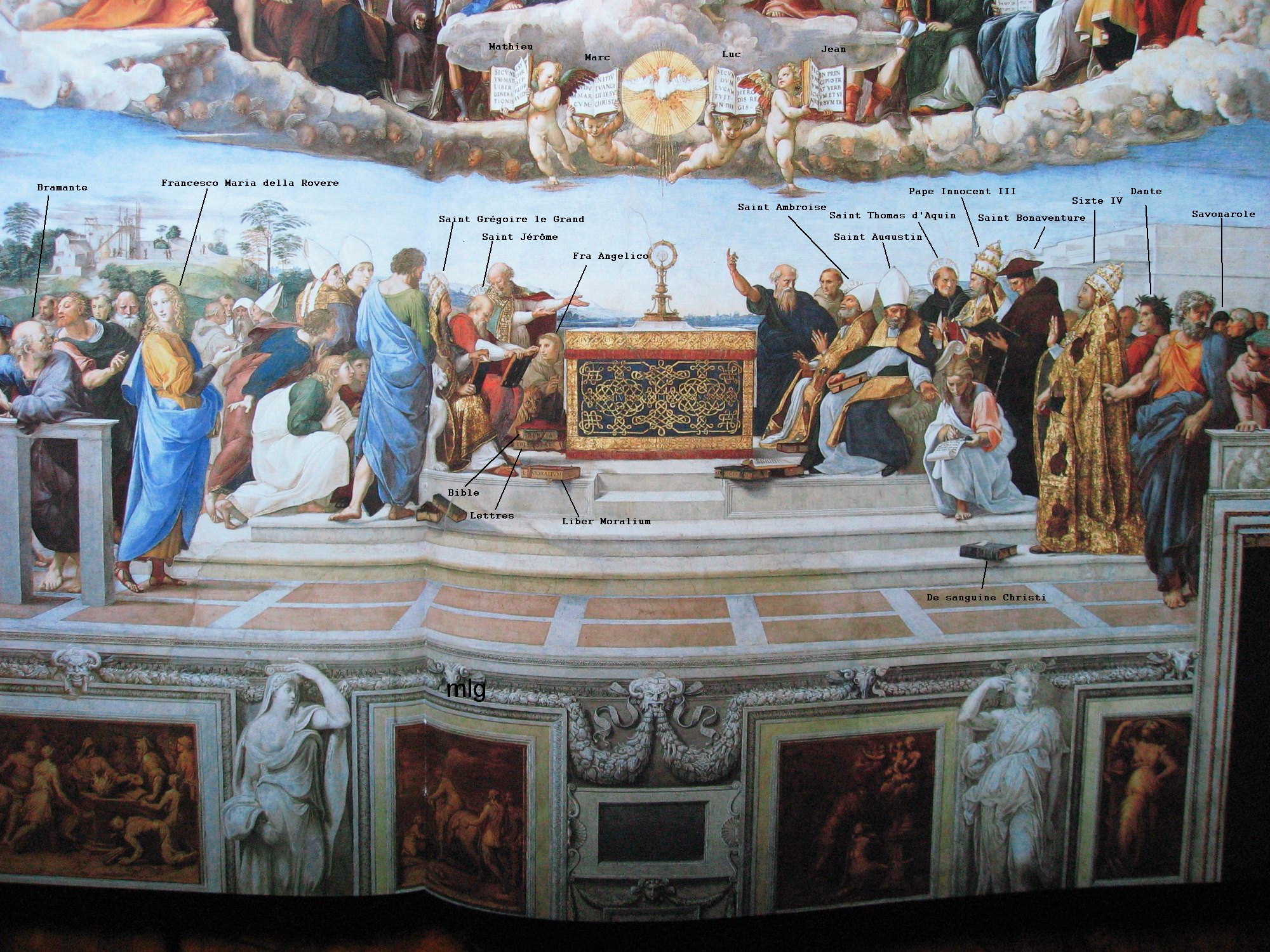

En la parte inferior aparece la Iglesia como institución que custodia la Eucaristía y milita en defensa de la fe.
Hay un altar sobre el que está la custodia en la que se expone la Eucaristía.
A ambos lados aparecen teólogos y doctores de la Iglesia debatiendo la transubstanciación, esto es, la presencia real del cuerpo de Cristo en la Eucaristía.
Algunos padres de la Iglesia llevan nombres escritos en su aureola, son los doctores antiguos, que se encuentran sentados, a diferencia de las demás figuras, lo que les acerca a los personajes situados en los cielos: Gregorio Magno, Jerónimo de Estridón, Ambrosio de Milán y Agustín de Hipona. A san Gregorio, Rafael le dio los rasgos de Julio II. San Jerónimo está acompañado por un león. A san Agustín le acompaña la figura de un bello joven como secretario o amanuense, rasgo típico de Rafael, que aprovecha cualquier oportunidad para introducir figuras de mancebos, exponentes de juventud y belleza.
Se distingue a dos doctores de la iglesia posteriores, Tomás de Aquino y Buenaventura. Igualmente se distingue atrás de Ambrosio de Milán y el personaje que señala al cielo, al hoy beato Juan Duns Scoto.
Hay otras figuras identificadas. Así, el papa Inocencio III (1160-1216), el papa más poderoso de la Edad Media y que estableció la independencia política de Roma. El papa Sixto IV (1414-1471, de nombre Francesco Della Rovere, que embelleció significativamente Roma, aparece en la parte inferior de la pintura, vestido de dorado. Estos papas se codean con religiosos como Savonarola, instigador en 1494 de una revolución política y moral en Florencia con la vuelta a la República y la recristianización de la sociedad. Probablemente Rafael quiso incluirlo para homenajear su intento de moralizar Florencia con la predicación y construir así una nueva Jerusalén, a pesar de que este intento fallase y le costase la vida. Directamente detrás de Savonarola queda Dante Alighieri, cuya Divina Comedia influyó en la teología medieval, vestido de rojo y con una corona de laurel (simbolizando su grandeza como escritor). Muy cerca del altar aparece el hoy también beato pintor Fray Angélico, admirado por sus frescos y pinturas sublimes.
En la esquina de la izquierda hay un personaje calvo que lee un libro por encima de una balaustrada. Es el mentor de Rafael y famoso arquitecto renacentista autor de la basílica de san Pedro, Bramante; fue, por decirlo así, protector además de gran amigo del pintor, y Rafael obtuvo el encargo de las salas vaticanas gracias a él, que en la práctica lo recomendó al papa Julio II, en lugar de, por ejemplo, Miguel Ángel. A su lado, Francesco Maria della Rovere está presentado con rasgos similares a los de Leonardo da Vinci. Señalan el Santísimo Sacramento con un gesto ligero y gracioso.
Ha de observarse que los personajes están dispuestos a una distancia variable con relación al Santísimo Sacramento, que es la presencia de Dios sobre la tierra, el punto de contacto entre las dos Iglesias, terrestre y celestial. Los doctores de la Iglesia son los que están más cerca, se sientan ante el altar, mientras que las otras figuras esenciales de la historia de la Iglesia están un poco más retiradas, de pie, pero siempre orientados hacia el altar; finalmente, los artistas laicos y otros personajes quedan a los lados, con posiciones más ambivalentes, inclinados o incluso de espaldas, representando así la diversidad de la relación con Dios sobre tierra.
La escena es muy animada, y si la interpretación un poco inexacta de Vasari habla de conflicto, se ve que el término no es totalmente inadecuado para caracterizar la atmósfera que éste interpreta del registro terrestre del fresco. Lejos de la Sacra conversación, cuyo intercambio es más de orden místico que intelectual, los personajes parecen aquí ocupados intercambiando observaciones, gesticulando, señalando al cielo, a otros personajes o al Santísimo Sacramento, o también concentrando su atención sobre algunos escritos. La intención es aquí sin duda representar la intensa actividad teológica de definición y de teorización del misterio que constituye el Sacramento. Los numerosos libros representados participan ciertamente así de este esfuerzo de elaboración conceptual que encarna la Iglesia militante, y del cual es continuador el pontífice Julio II, para quien que se pinta esta obra.

### Composición
La pintura es un fresco, con todas las dificultades de ejecución que ello conlleva.
Rafael debe en este caso actuar sobre una superficie que tenía una forma inusual: la pared no es cuadrangular, y presenta la dificultad de tener un arco en la zona superior y además, de que en la parte inferior a la derecha, se abriera una puerta. Rafael pintó en el fresco una ménsula, con la cual recuperar la simetría.
Destaca de este fresco, sobre todo, su hábil composición, indicando la doble presencia de la Eucaristía tanto arriba, en el cielo, como abajo en la tierra. Es el modelo de composición académica por antonomasia. Como señala José Pijoán (1951): 

Las curvas del hemiciclo del cónclave en lo alto se corresponden con las de la zona inferior; los volúmenes de los grupos de figuras se compensan sin ser exactamente simétricos. El dinamismo de algunos personajes se resuelve en el conjunto. Será esto sólo intelectual y técnico, pero es admirable sin vacilación.

El fresco se enmarca en una bóveda y propone, como la mayoría de las obras de Rafael, una composición rigurosa que explota juiciosamente la forma en arco de círculo que la acoge, puesto que el motivo circular es omnipresente en la obra.
Se encuentra, ante todo, en la custodia que se encuentra en el punto de fuga, objeto de la disputa, el Santísimo Sacramento, presente sobre el altar. Constituye el centro del círculo por el cual pasa el semicírculo de la bóveda, lo que confirma su estatuto de tema de la obra, luego se lo encuentra en la aureola en torno a la paloma, símbolo tradicional del Espíritu Santo, en la gran aureola de Jesucristo, en forma de un globo en la mano del Padre, apareciendo al mismo tiempo sobre la mayoría de los santos en aureola a su cabeza; por último, se coloca a los santos y las grandes figuras del Antiguo Testamento en arco de círculo alrededor de la Trinidad, mientras que el cielo está formado por una extensa bóveda celeste luminosa que hace eco en inversión al círculo que rodea el Cristo.
Esta omnipresencia de la forma circular se explica porque la superioridad ontológica y la perfección del círculo responden no sólo a una tradición antigua, sino también cristiana y más concretamente del Renacimiento que ve en el círculo la forma geométrica más realizada. Se pueden ver también en esta preocupación de la disposición circular elementos en la pintura como el coro de una iglesia, el altar y el sacramento que forma tantos elementos para sugerir eso.
La composición busca además la distinción teológica entre el cielo y la tierra, mediante este criterio de diferenciación que es la presencia de la forma circular. En efecto, si el círculo es omnipresente en los cielos, acompañado por una armonía señalada en la distribución de las figuras "de la Iglesia que triunfa", que reúne profetas, a apóstoles y a santos alrededor de la Santísima Trinidad, en cambio la parte baja del cuadro se organiza de manera horizontal, y los personajes de «la Iglesia militante», doctores de la Iglesia, pontífices y fieles, se reúnen con bastante menos coherencia y armonía, incurriendo incluso en el tumulto y la animación. Se puede por otra parte reconocer numerosas figuras entre estos personajes dispuestos por una y otra parte un altar que domina un extenso paisaje: todos enarbolan posiciones singulares, indicando la preocupación de Rafael por una cierta naturalidad.
Cuenta la obra, de todas formas, con otros atractivos añadidos que ya señaló el mismo Pijoán, como la caracterización de las figuras, la variedad de los tipos, la frescura del color, riquísimo y claro.
La Adoración de la Trinidad, de Alberto Durero, tiene una composición que recuerda a esta Disputa del Sacramento, obra que Durero no pudo conocer, dada la fecha en que se comenzó. En realidad, esta interacción entre elementos circulares y geométricos que se ve en ambas obras no es más que una forma «clásica» a la que tendía toda la pintura de la época, partiendo de la pintura renacentista italiana.

## Galería

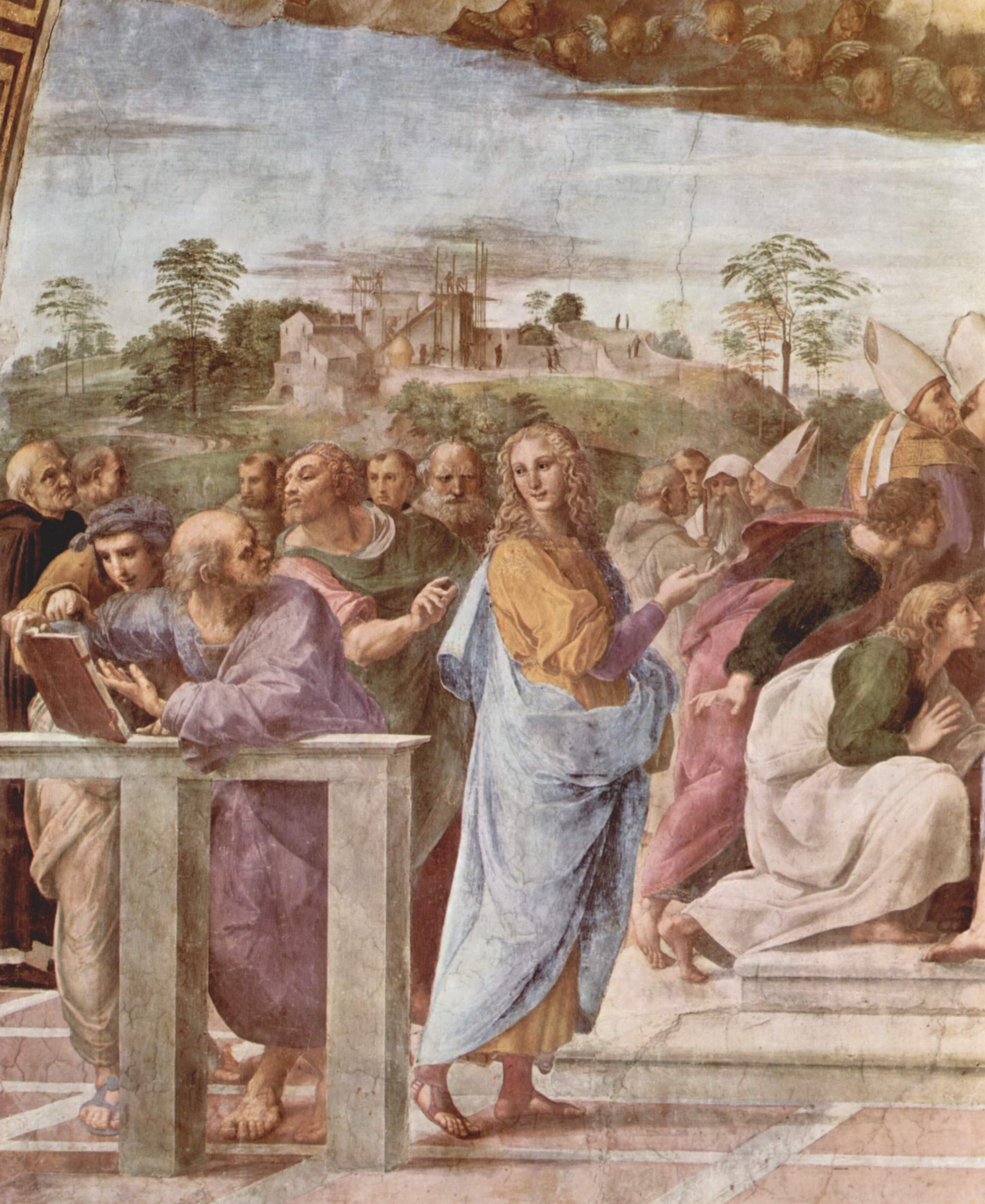
El arquitecto Bramante, con un libro, y Francesco Maria Della Rovere (de pie en primer plano).
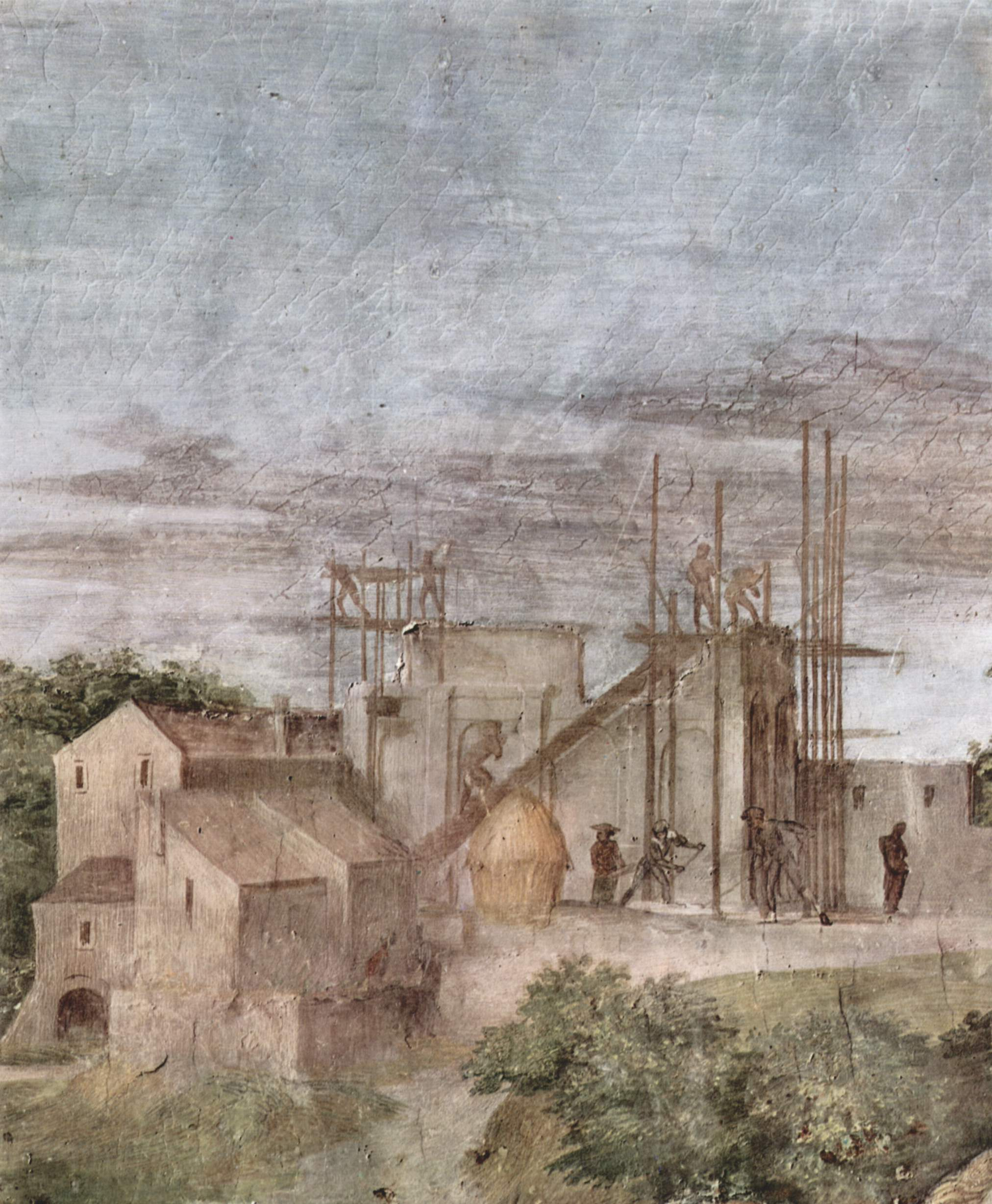
Arquitectura y paisaje en segundo plano
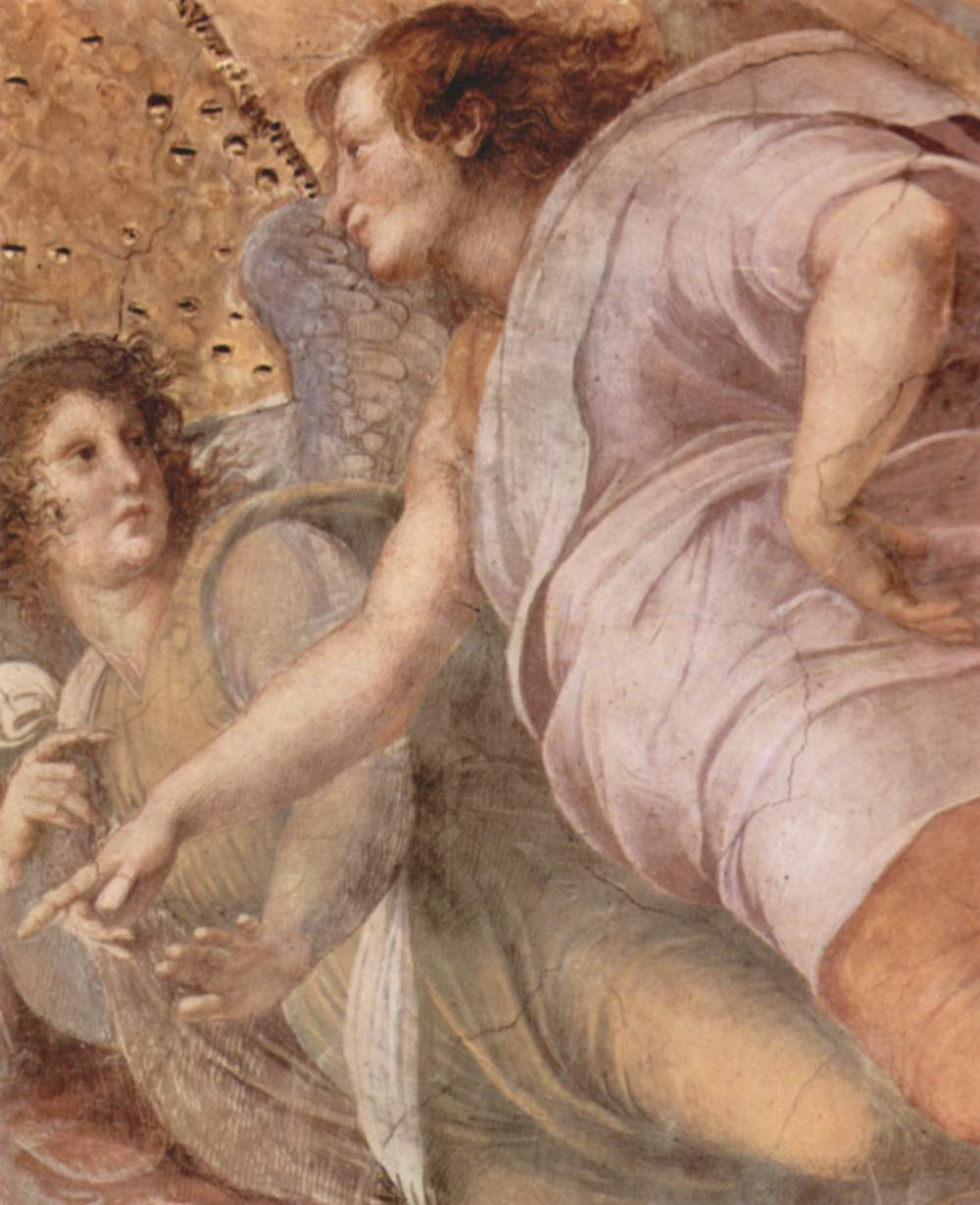
Ángel (a la derecha, por encima del trono de la Santísima Trinidad).
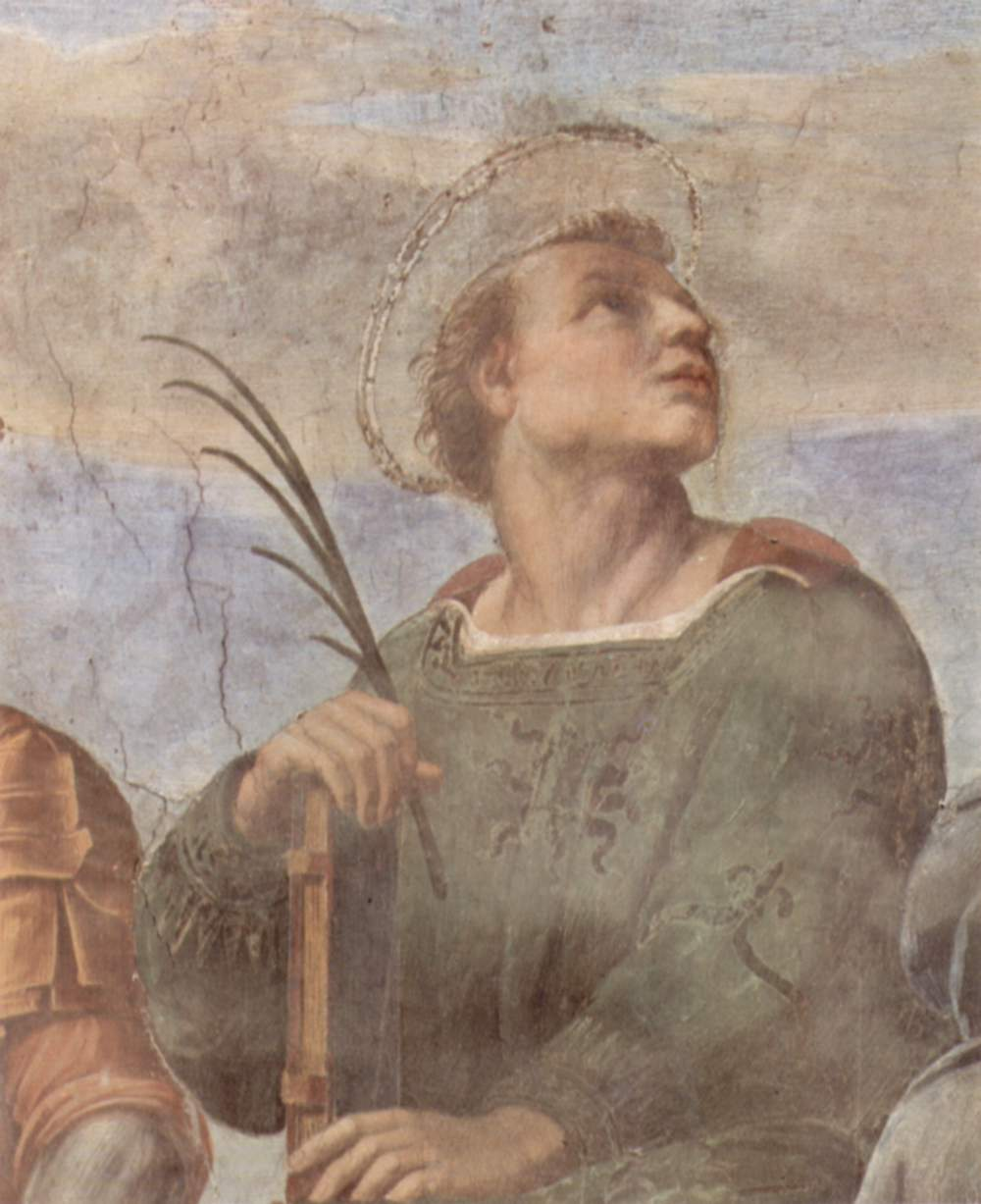
San Esteban (a la derecha junto al trono de la Santísima Trinidad).
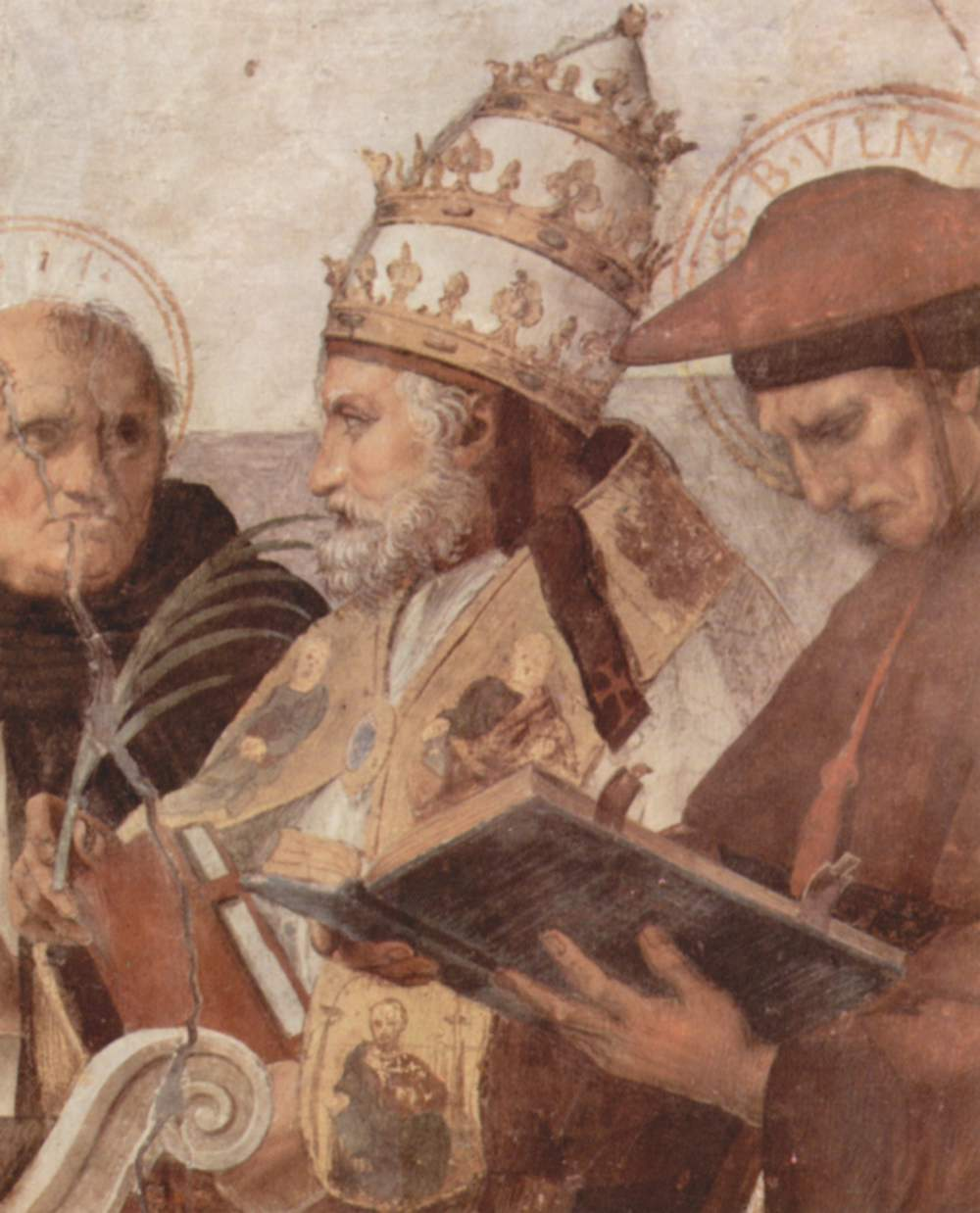
Santo Tomás de Aquino, el papa Inocencio III, san Buenaventura (a la derecha, junto al altar).
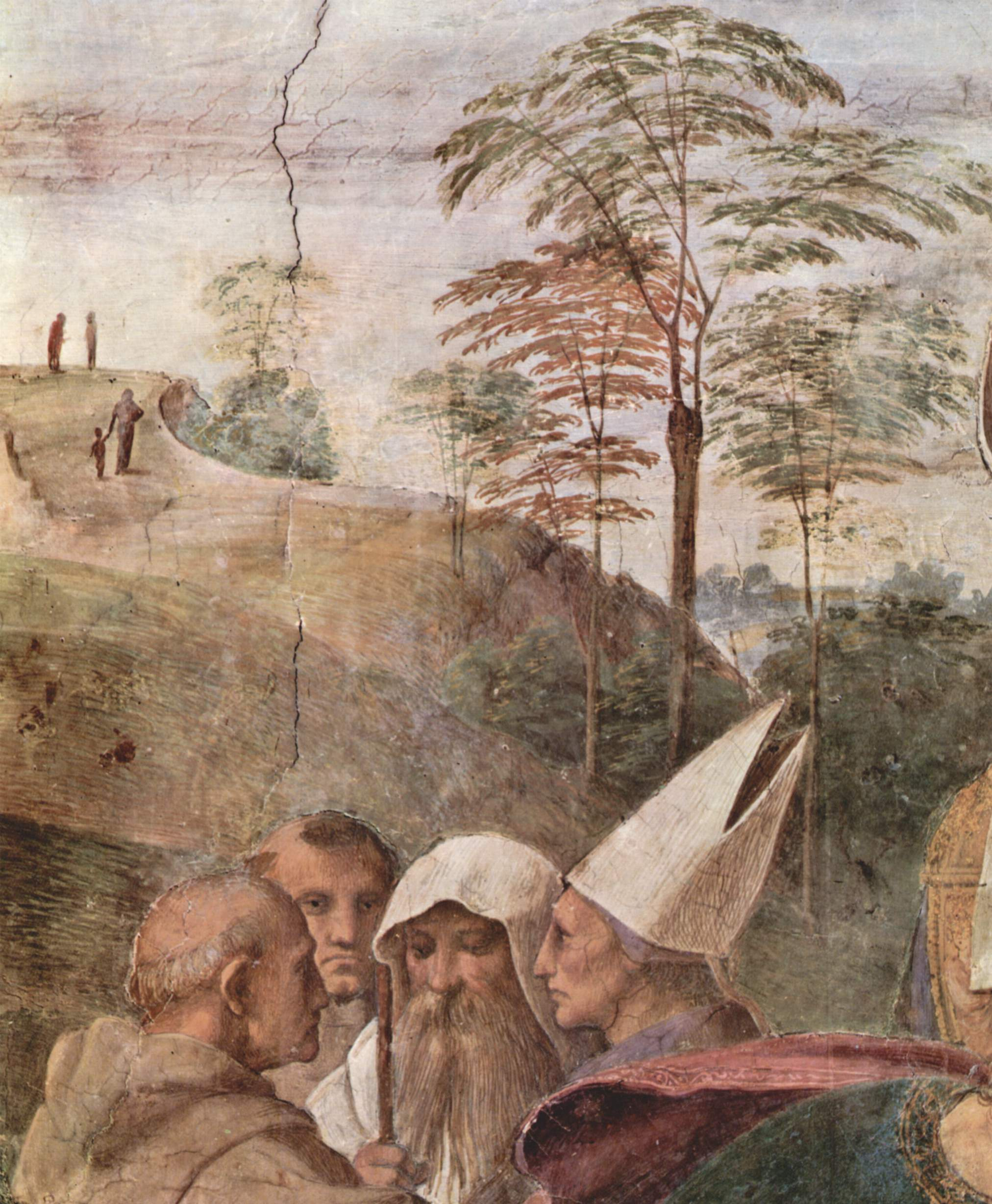
Obispo y monje en conversación
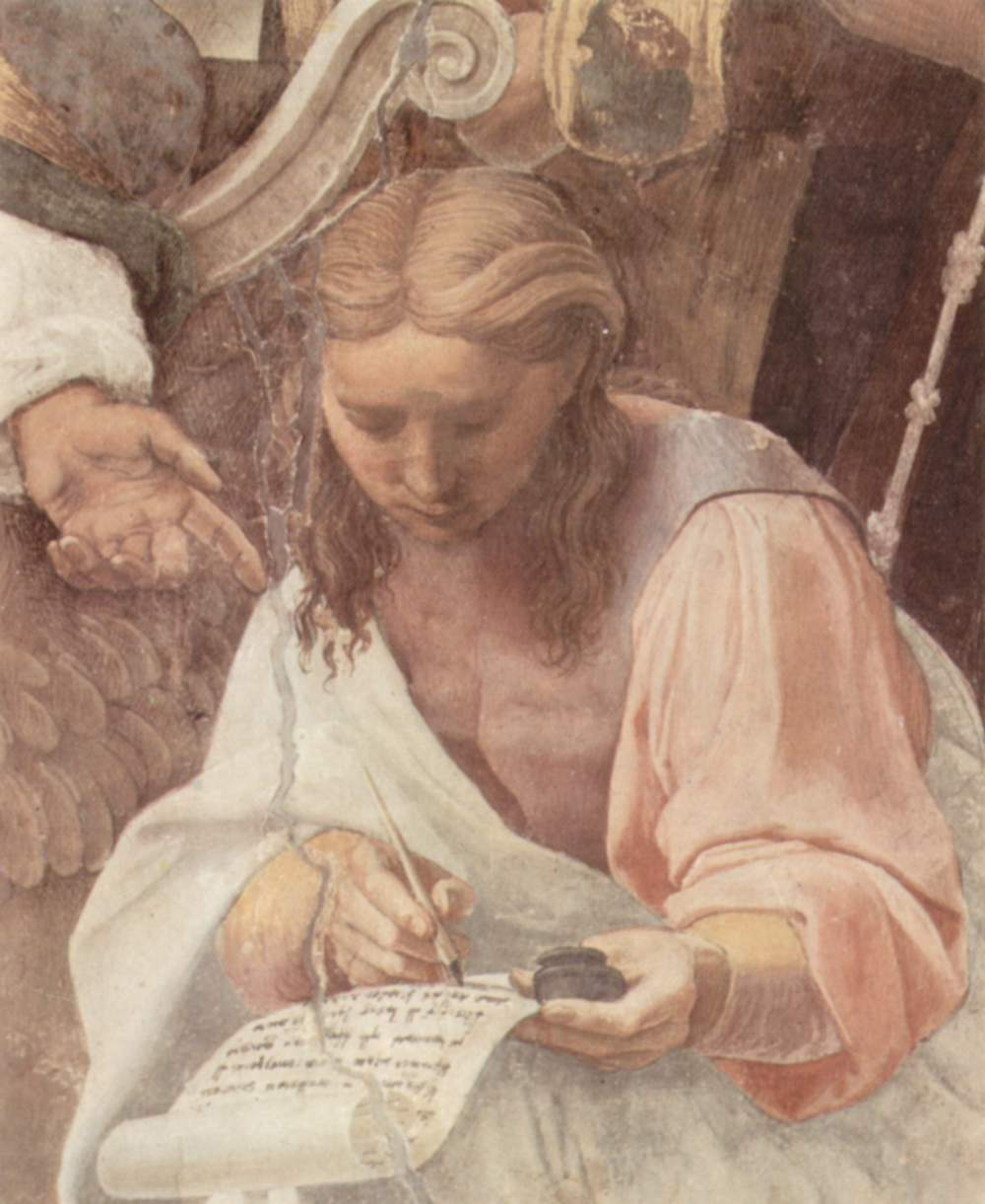
Secretario de san Agustín (a la derecha, junto al altar).
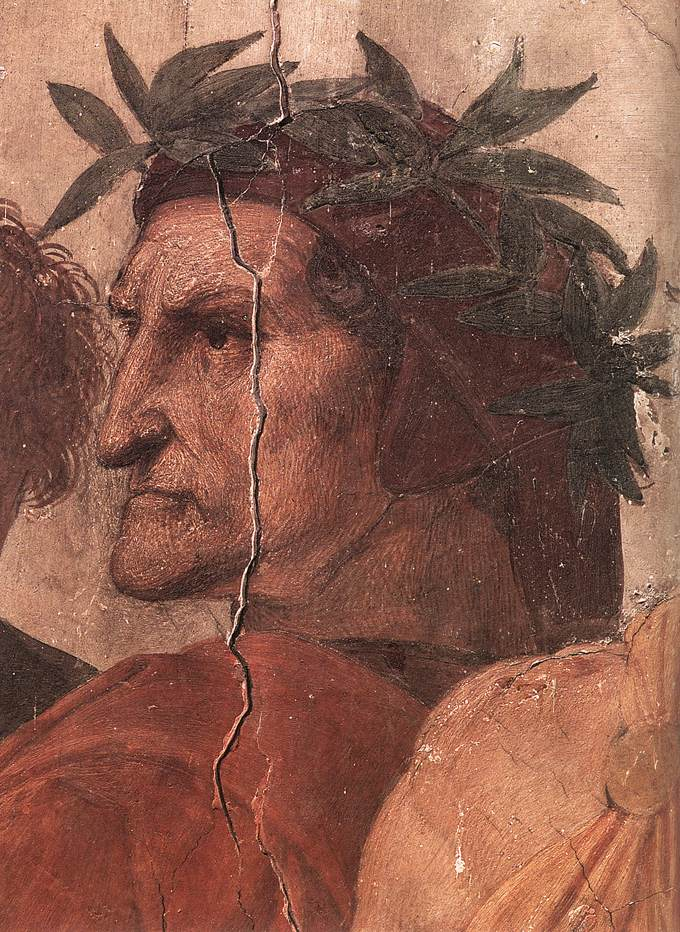
Dante Alighieri